# 博多川
博多川（はかたがわ）は、福岡県福岡市博多区を流れる河川。キャナルシティ博多近くで那珂川から分流し、博多区の市街地を流れ、須崎公園手前の須崎橋で再び那珂川に合流する。分流点にはゴム引布製起伏堰が設置され、普段は那珂川からの流入を防いでいるが、那珂川の水かさが増すと流れるようになっている。

## 流域
- キャナルシティ博多
- 南新地
- 中洲
- 中洲中島町
- 須崎町
- 川端通商店街
- 博多リバレイン
  - イニミニマニモ
  - ホテルオークラ福岡
  - 鏡天満宮
- ゲイツ

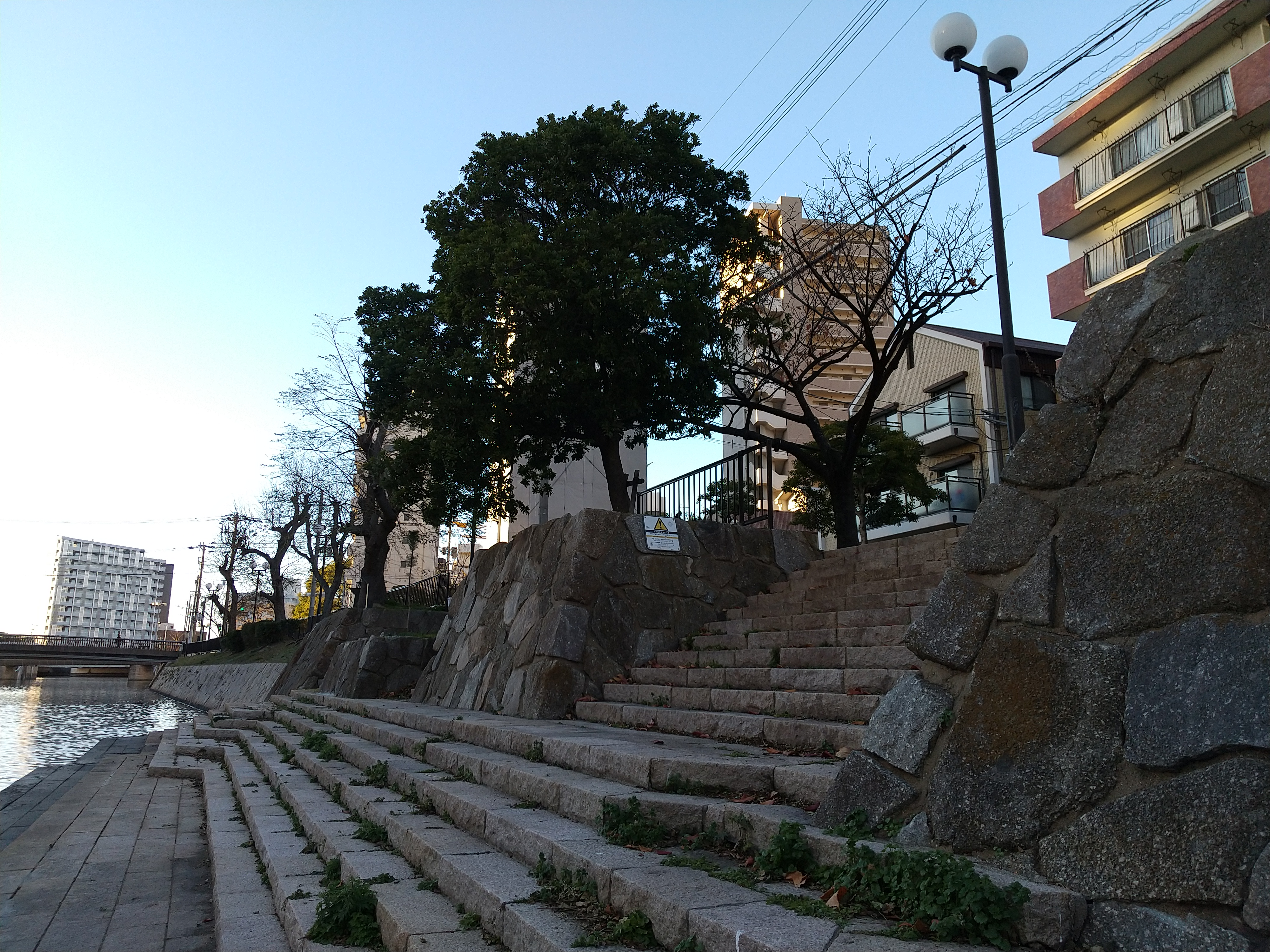
環境護岸と遊歩道（須崎町）
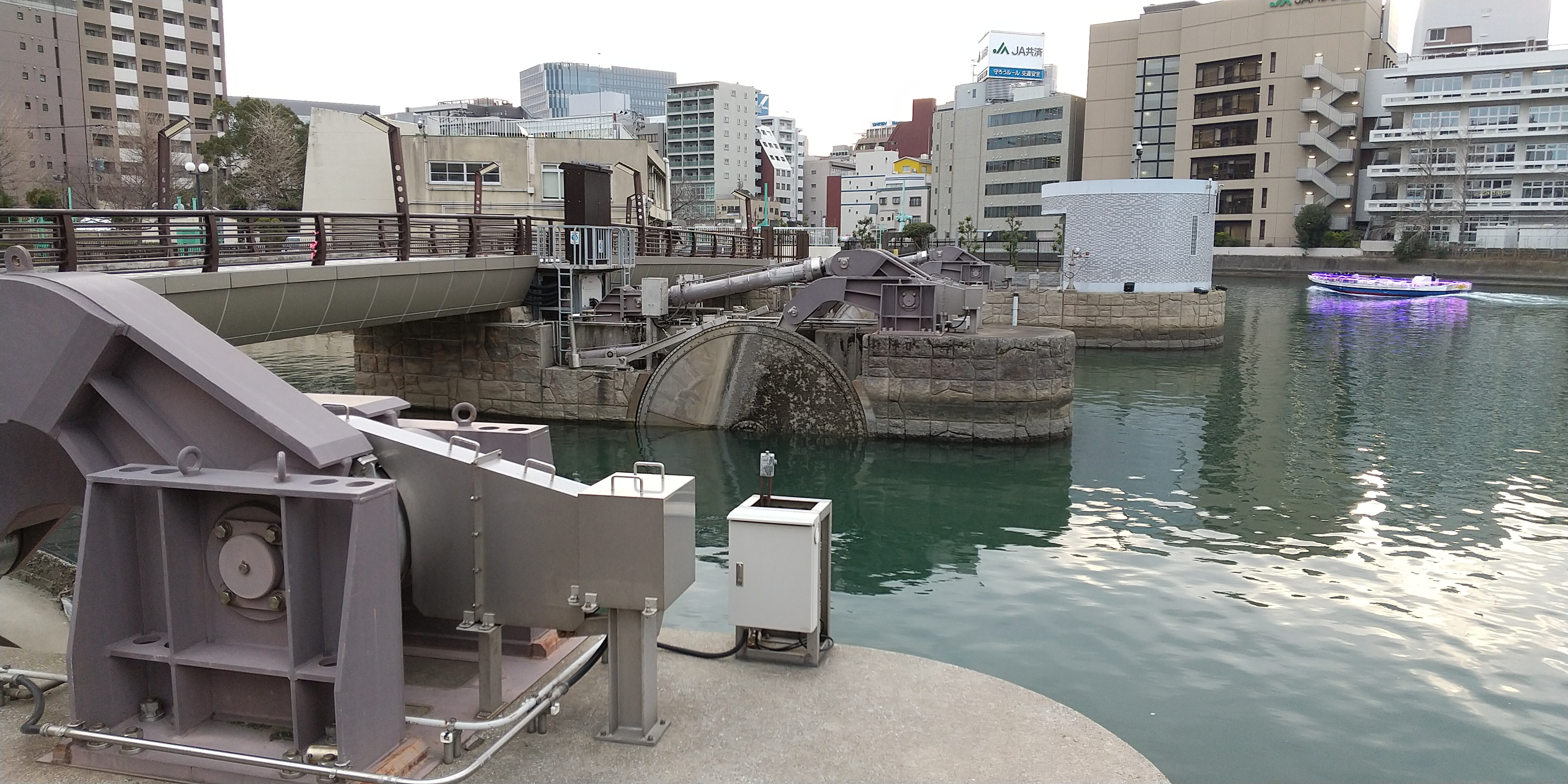
博多川可動井堰（下流側、前：須崎町、奥：中洲中島町）

## 歴史
中洲から天神にかけての地域は中世に至るまで博多湾に面した入り江となっており、冷泉津と呼ばれていた。また、現在の御笠川（石堂川）は比恵川と呼ばれ現在の住吉1丁目付近でこの入り江に注いでいた。入り江は次第に陸化が進んで干潟となり、当時の比恵川下流部の流路が博多川の原型となった。16世紀に比恵川の流路を北へ付け替えて直接博多湾に導く工事が行われ、1678年（延宝6年）頃に入り江を区切る堤防がつくられるなどして中洲が陸地となった。これにより中洲の西側が那珂川の本流、東側が博多川となった。その後も陸化が進んで川幅が狭くなり現代に至っている。
1991年から博多川夢回廊整備事業と呼ばれる親水環境整備により上流と下流を堰で区切る工事が施され、両岸に親水歩道が整備された。1999年からは博多座で催される六月歌舞伎に合わせて歌舞伎役者の「船乗り込み」が始まった。